# Vaitogi
Vaitogi is een plaatsje op het eiland Tutuila, behorende tot Amerikaans-Samoa.
Het ligt aan de zuidoostkust, de enige golfbaan van Amerikaans-Samoa is hier gevestigd.
De spreektaal is Engels. Het ligt 12 m boven de zeespiegel.
In het jaar 2000 woonden er 1347 mensen, 35% van hen was van elders afkomstig.
Een U-vormige grot, genoemd naar de legende van de haai en de schildpad, staat sinds 2014 op het  National Register of Historic Places van de Verenigde Staten.
Vaitogi beschikt over een hotel, Tessarea Vaitogi Inn. Het Fogama’a kraterpad is een 5 km lange wandelroute. De route gaat langs twee stranden en sluit aan op de route door het Fagatele Bay National Marine Sanctuary Trail.
De plaats werd in 1965-1966 bezocht door Robert J. Maxwell, die gedurende 22 maanden een onderzoek deed naar introvert en extravert gedrag, geïnspireerd door de theorieën van Hans Eysenck.
Archeologe Margaret Mead verbleef zes weken in Pago Pago, waar ze het Samoaans bestudeerde. Daarna bracht ze 10 dagen door bij het dorpshoofd. Ze werd door de bewoners behandeld als een voornaam persoon, gaven haar inlichtingen en toegang tot oude mensen in afgelegen dorpen. In totaal verbleef ze twee maanden op Tutuila.

## Bekende personen
- Tofilau Eti Alesana, eerste minister van Samoa
- Mike Iupati, speelt als guard bij de Arizona Cardinals
- Sau Ueligiton, artiest, woonde 25 jaar in Vaitogi